# Продление жизни
Продление жизни — общее название способов увеличения продолжительности жизни: от незначительных, за счет улучшений в здравоохранении, до существенных, сверх общепринятого предела в 125 лет, за счёт разработки новых технологий. В настоящее время технологии существенного продления жизни разрабатываются, но ещё не существуют. Термин используется и в отношении средней продолжительности жизни, и в отношении максимально возможной.
Некоторые исследователи в этой области, наряду со «сторонниками продления жизни» (англ. life extensionists, longevists) и «имморталистами» (immortalists), полагают, что будущие прорывы в омоложении тканей, стволовых клетках, регенеративной медицине, молекулярной репарации, генотерапии, фармацевтике и замене органов (например, искусственными органами или ксенотрансплантациями) в конечном итоге позволят людям иметь неопределенную продолжительность жизни (агеразию) через полное омоложение до здорового молодого состояния. Этические последствия, если продление жизни становится возможным, обсуждаются биоэтиками.
Продажа антивозрастных продуктов, таких как пищевые добавки и гормональные заменители, является прибыльной глобальной индустрией. Например, отрасль, которая продвигает использование гормонов в качестве лечения для потребителей, чтобы замедлить или изменить процесс старения на американском рынке, принесла около 50 миллиардов долларов дохода в год в 2009 году. Однако использование таких продуктов не доказало их существенной эффективности, а безопасность часто сомнительна.

## Направления развития
Общие закономерности процесса старения и их исследования относятся к области геронтологии, которая изучает биологические механизмы старения. Максимальная продолжительность жизни определена нормами старения, врождённой предрасположенностью, зависящей от генов и внешними экологическими факторами. К основным существенным факторам, которые влияют на продолжительность жизни человека, относят пол, генетику, уровень здравоохранения, гигиену, диету и качество пищи, уровень физической активности, образ жизни, социальную среду и особенности психологии человека.
Многие ученые убеждены в том, что наука сможет решить проблему смертности человека. Например, американский физик, лауреат Нобелевской премии Р. Фейнман говорил: «Если бы человек вздумал соорудить вечный двигатель, он столкнулся бы с запретом в виде физического закона. В отличие от этой ситуации в биологии нет закона, который утверждал бы обязательную конечность жизни каждого индивида.» Авторитетное научное издательство Nature начало размещать статьи о продлении жизни.
В настоящее время широко признанным считается метод увеличения максимальной продолжительности жизни за счёт диеты, которая ограничивает потребление калорий. Теоретически, увеличение максимальной продолжительности жизни может быть достигнуто за счёт периодической замены повреждённых тканей, «молекулярным ремонтом» или омоложением повреждённых клеток, молекул и тканей. На среднюю продолжительность жизни влияют регулярные физические нагрузки, вредные привычки, такие как курение или чрезмерное потребление сахара.
Многие исследования стремятся не только понять природу старения, но и пытаются развивать методы, которые влияют на процессы старения или могут замедлить их. Первичная стратегия продления жизни, по мнению таких исследований, состоит в том, чтобы применять доступные методы антистарения в надежде на то, что будущее развитие медицины позволит решить многие проблемы кардинальным способом. Рэймонд Курцвейл считал, что это могло произойти приблизительно к 2020 году.
Многие полагаются на будущие прорывы в омоложении тканей организма с помощью стволовых клеток, замены органов (искусственными органами или органами животных), а также надеясь, что «молекулярный» или генетический ремонт устранит все процессы старения и болезни. Могут ли такие прорывы случиться в течение следующих нескольких десятилетий, предсказать невозможно.
Направление, основанное на методах крионики, предлагает сохранять тело или часть его в надежде, что медицина в будущем сможет устранить болезнь, омолодить их и вернуть к новой жизни.
Этические аспекты увеличения максимальной продолжительность жизни человека широко обсуждаются в обществе религиозными, политическими деятелями и учёными. Но движение по увеличению продолжительности жизни, которое началось в начале 1980-х, быстро растёт среди учёных и широкой публики.

## Стратегии продления жизни
Свойство старения объясняется накоплением повреждений макромолекул в клетках, тканях и органах. Максимальная продолжительность жизни, иногда достигаемая отдельными людьми, составляет примерно 120—130 лет. На протяжении жизни процесс отмирания отдельных клеток происходит всегда, и организм обеспечивает своевременную замену новыми клетками и удаление остатков или мусора из распавшихся клеток. Поэтому большая часть медицины для увеличения продолжительности жизни предлагает активизировать системы организма диетами, пищевыми добавками и витаминами. Другой, менее популярный метод — это применение гормонов или гормональных препаратов.

### Генотерапия
В 2012 году учёные из испанского Национального онкологического научного центра (Centro Nacional de Investigaciones Oncologicas, CNIO) под руководством его директора Марии Бласко доказали, что продолжительность жизни мышей можно увеличить однократным введением препарата, непосредственно воздействующего на гены животного во взрослом состоянии. Они сделали это с помощью генной терапии — стратегии, ещё ни разу не использовавшейся для борьбы со старением. Применение этого метода на мышах признано безопасным и эффективным. Мыши, получавшие терапию в возрасте одного года, жили дольше в среднем на 24 %, а в возрасте двух лет — на 13 %. Кроме того, лечение привело к значительному улучшению состояния здоровья животных, задержав развитие возрастных заболеваний — таких как остеопороз и резистентность к инсулину — и улучшив такие показатели старения, как нервно-мышечная координация. Это исследование «показывает, что можно разработать антивозрастную генную терапию на основе теломеразы без увеличения заболеваемости раком», утверждают его авторы. Таким образом, генная терапия становится одним из перспективных направлений нарождающейся в настоящее время терапевтической сферы радикального продления жизни и остановки старения.

#### Мутации, продлевающие жизнь
Исследователи добились пятикратного увеличения продолжительности жизни нематоды Caenorhabditis elegans. Для этого они использовали мутации белков из двух путей метаболизма, влияющих на продолжительность жизни: молекулы DAF-2, участвующей в передаче сигналов инсулина (она обычно продлевает жизнь на 100 %), и белка RSKA-1 (S6K), участвующего в передаче сигналов MTOR — мишени рапамицина (она обычно продлевает жизнь на 30 %). К удивлению учёных, вместе они благодаря синергии дали пятикратное увеличение продолжительности жизни (вместо ожидаемых 130 %).

### Лечение и профилактика болезней
Лечение болезней, отказ от лечения может привести к смерти.
Витамины могут предотвратить простудные заболевания.

#### Лекарственная терапия
С давних пор алхимики пытались продлить жизнь человека с помощью различных снадобий — «эликсиров молодости». Увы, попытки эти пока далеки от желаемого результата. Однако новейшие исследования показывают, что в недалёком будущем такие препараты, возможно, появятся. Уже сейчас можно назвать некоторые из их прототипов, это метформин и акарбоза (анти-диабетические препараты для лечения сахарного диабета 2 типа у людей), рапамицин (иммунодепрессант, который подавляет MTOR путь), белок, называемый GDF11 (аналог миостатина). До недавнего времени к этому списку относили также ресвератрол и мелатонин. В ближайшем будущем ожидается, что этот список пополнится синтетическими аналогами гормона голодания — FGF21, который повышая уровень адипонектина, может увеличивать продолжительность жизни через механизм, не зависящий от киназы AMP, MTOR и сиртуиновых путей. Поэтому терапия с помощью FGF21 в сочетании с воздействием на пути AMP, MTOR и сиртуины может дать синергичный результат, аналогичный вышеприведённому 5-кратному увеличению продолжительности жизни нематоды с помощью двойной мутации.

### Клонирование и замена органов
Биотехнологии и исследования по клонированию частей и стволовых клеток в настоящее время проводятся на животных и не могут предложить замену каких-либо частей стареющего тела «новыми» частями, выращенными искусственно.
Эксперименты по пересадке мозга, проводившиеся на обезьянах и собаках в середине 20-го столетия, потерпели неудачу из-за процессов отторжения и неспособности организма быстро восстановить нервные связи, обеспечивающие процессы функционирования организма. Сторонники замены частей тела и клонирования утверждают, что необходимые биотехнологии могут появиться в будущем.
Исследования стволовых клеток и клонирования вызывают противоречия с некоторыми моральными нормами (биоэтика). Специальных исследований и статистически значимых результатов по теме клонирования не имеется, поскольку до сих пор неизвестно достоверно о существовании хотя бы одного клона человека.

#### Трансплантация органов
Пересадка жизненно важных органов в случае болезней, когда свои органы уже почти не функционируют, например: трансплантация почки, сердца, поджелудочной железы, лёгких, печени могут продлить человеку жизнь, хотя и бывают случаи отторжения. Гемодиализ и искусственные органы, инсулинотерапия, продляют жизнь людей с болезнями почек и сахарным диабетом.

#### Кардиопротезы и импланты
Стентирование и коронарное шунтирование, электрокардиостимулятор, искусственный клапан сердца могут продлить срок жизни человеку.

### Криоконсервация (крионика)
Обоснование для применения этого метода базируется на известном факте, что при криогенных температурах не возникает сколь-либо значимых изменений в биологическом объекте в течение тысяч лет, и даёт сторонникам этого метода надежду, что медицинские технологии будущего смогут восстановить криопациента и даже омолодить, продлив, таким образом, его жизнь. При криоконсервации людей или животных замораживают до сверхнизких температур, используя для предотвращения появления кристалликов льда криопротекторы.
Сторонники крионики надеются оживить криопациентов с помощью выращивания органов и нанотехнологий.

### Замедление жизни
Замедление жизни — замедление процессов жизни искусственными средствами. Дыхание, биение сердца, и другие непроизвольные функции могут происходить, но обнаружить их можно только специальными средствами. Эксперименты проводились на собаках, свиньях и мышах. Используется сильное охлаждение для замедления функций. Учёные замещают кровь животных на охлажденные растворы (физиологический раствор) и они находятся в состоянии клинической смерти в течение трёх часов. Затем возвращают кровь и запускают систему кровообращения с помощью электростимуляции сердца.

### Борьба с алкоголизмом и наркоманией
От алкоголя и наркотиков люди умирают раньше времени, кодирование и лечение зависимости может продлить жизнь людей.
Вождение автомобиля в состоянии алкогольного опьянения может привести к авариям.

### Соблюдение правил дорожного движения
Соблюдение правил дорожного движения способствует безопасности дорожного движения и меньшему количеству смертей на дорогах.
Ремень безопасности и подушки безопасности могут спасти человеку жизнь при аварии, уменьшить последствия аварии.

### Загрузка сознания (uploading)
Загрузка сознания — передача человеческого разума или сознания на какой-либо материальный носитель подобно технологии компьютера. Главная проблема этого способа — парадокс, где параллельно новому компьютерному сознанию, будет существовать сам человек.

### Космические дома престарелых
В качестве одной из возможностей выдвигается теория того, что человеческий организм в условиях пониженной гравитации будет медленнее стареть. Предлагается использование космических станций в качестве космических домов престарелых..

## Трансгуманизм
Трансгуманизм — международное движение, провозглашающее, что с помощью научно-технического прогресса удастся добиться фундаментальных изменений в человеке: значительно увеличить его умственные, физические и психологические возможности, ликвидировать старение, достичь бессмертия.

### Зарубежная литература
- Leonid A. Gavrilov & Natalia S. Gavrilova (1991), The Biology of Life Span: A Quantitative Approach. New York: Harwood Academic Publisher, ISBN
- John Robbins' Healthy at 100 garners evidence from many scientific sources to account for the extraordinary longevity of Abkhasians in the Caucasus, Vilcabambans in the Andes, Hunzas in Central Asia, and Okinawans.
- Beyond The 120-Year Diet, by Roy L. Walford, M.D.
- Forever Young: A Cultural History of Longevity from Antiquity to the Present Door Lucian Boia,2004 ISBN 1-86189-154-7
- Saleeby,MD, J. P. «Wonder Herbs: A Guide to Three Adaptogens», Xlibris, 2006.
- Aging Series edited by Christopher B. Newgard and Norman E. Sharpless (2013) (Англ. язык, описание молекулярных механизмов старения. Бесплатный доступ с марта 2014 г.)
- 'The Science of Longevity' Первый подробный международный отчет по продлению жизни по состоянию на 2017 год, под названием «Наука долголетия», на 800 страницах. На англ. яз.
- Продление жизни: Практический научный подход

### Материалы на русском
- Александр Вайсерман Лекция 2. Геронтология — мифы и реальность Подробнейшая лекция по теме. Искать на канале youtube по ссылке tvsZbFlc09c
- Александр Вайсерман Лекция 3. Факторы долголетия Подробнейшая лекция по теме. Искать на канале youtube по ссылке TygiTHg8WYI
- Брюховецкий А. С., Шурдов М. А., Старение и антиэйджинг: медико-биологические подходы к увеличению продолжительности жизни и активному долголетию. (18 января 2024). 859 стр. 166 иллюстраций, изд-во: Литрес, Издательские решения, ISBN 9785006207011 Книга доступна в электронном виде.